# Football League (Griekenland)
De Football League, voorheen de Beta Ethniki (Grieks: Β' Εθνικη of Δεύτερη Εθνική Κατηγορία) is vanaf het seizoen 2019/20 de voetbalcompetitie op het derde niveau in Griekenland. Daarvoor was de Football League het tweede niveau.
Op dit moment spelen er veertien clubs in de derde divisie. Deze teams treffen elkaar één keer thuis en één keer uit. Aan het einde van het seizoen degraderen de vier laagst geklasseerden naar de Gamma Ethniki (vierde divisie), de bovenste twee teams promoveren naar de Super League 2.

## Geschiedenis
In de beginjaren van de in het seizoen 1953/54 opgerichte competitie werd er in twee groepen gespeeld, een Noord en een Zuid groep. Later waren de deelnemende clubs de kampioenen van de verschillende lokale voetbalbonden in Griekenland. In 1960 werd de huidige naam in gebruik genomen. In het seizoen 1961/62 waren er tien groepen op het tweede niveau.
In het seizoen 1962/63 werd van start gegaan met een vaste clubindeling. Tussen 1962/63 en 1982/83 werd er nog in verschillende groepen gespeeld met twee, drie of vier groepen. Vanaf het seizoen 1983/84 werd er nog maar in één groep gespeeld.

## Kampioenen

### Kampioenen (1954-1962)
| Jaar | Kampioenen |
| ---- | --- |
| 1954 | Panachaiki, Niki Volos |
| 1955 | Panetolikos, Olympiakos Volos FC |
| 1956 | |
| 1957 | Panargeiakos, Doxa Drama |
| 1958 | OFI Kreta, Doxa Drama |
| 1959 | Panegialeios GS Egio, Doxa Drama |
| 1960 | Fostiras Athene, Panelefsiniakos, Thermaikos Salonica, Atromitos                                                                              |
| 1961 | Panelefsiniakos, Niki Volos, Aspida Xanthi, Egaleo FC                                                                                         |
| 1962 | Pangorinthiakos, Panegialeios GS Egio, Olympiakos Volos, Pierikos, Iraklis Kavalas Iraklis Serres, Vuzas Megara, Rodiakos, OFI Kreta, Larissa |

### Kampioenen (1963-1983)
| Jaar | Kampioenen                                                    |
| ---- | ------------------------------------------------------------- |
| 1963 | Doxa Drama, Olympiakos Xalkidas, Pangorinthiakos, Edessaikos  |
| 1964 | Achilleas Trikala, Proodeftiki FC, Panachaiki, Filipoi Kavala |
| 1965 | Panserraikos FC, Edessaikos, Vuzas Megara, Egaleo FC          |
| 1966 | OFI Kreta, Vuzas Megara, Veria FC                             |
| 1967 | Panelefsiniakos, Kavala FC, Olympiakos Volos                  |
| 1968 | Xalkida FC, Trikala FC                                        |
| 1969 | Panachaiki, AO Kavala                                         |
| 1970 | Apollon Smyrnis, Veria FC, Fostiras Athene                    |
| 1971 | Panachaiki, Olympiakos Volos, Trikala FC                      |
| 1972 | Panserraikos FC, Kalamata FC, Atromitos                       |
| 1973 | AE Larissa 1964, Apollon Kalamarias, Apollon Smyrnis          |
| 1974 | Kalamata FC, Kastoria FC, PAS Giannina                        |
| 1975 | Apollon Smyrnis, Panetolikos, Pierikos                        |
| 1976 | AO Kavala, OFI Kreta                                          |
| 1977 | Egaleo FC, Veria FC                                           |
| 1978 | Rodos FC, AE Larissa 1964                                     |
| 1979 | Doxa Drama, Korinthos FC                                      |
| 1980 | Panserraikos FC, Atromitos                                    |
| 1982 | Panachaiki, Makedonikos Salonika                              |
| 1983 | Egaleo FC, Apollon Kalamarias                                 |

### Kampioenen (1984-2019)
- 1984 Panachaiki
- 1985 PAS Giannina
- 1986 Diagoras Rodos
- 1987 Panachaiki
- 1988 Doxa Drama
- 1989 Skoda Xanthi
- 1990 Athinaikos
- 1991 Ethnikos Piraeus
- 1992 Apollon Kalamarias
- 1993 Naousa FC
- 1994 Ionikos
- 1995 Paniliakos
- 1996 AO Kavala
- 1997 Panionios NFC
- 1998 Aris Thessaloniki
- 1999 Trikala FC
- 2000 Athinaikos
- 2001 Egaleo FC
- 2002 PAS Giannina
- 2003 Xalkidona
- 2004 AO Kerkyra
- 2005 AE Larissa 1964
- 2006 Ergotelis FC
- 2007 Asteras Tripoli
- 2008 Panserraikos FC
- 2009 Atromitos
- 2010 Ethnikos Olympiakos Volos FC
- 2011 Panetolikos
- 2012 APS Panthrakikos
- 2013 Apollon Smyrnis
- 2014 Niki Volos
- 2015 AEK Athene
- 2016 AE Larissa 1964
- 2017 Apollon Smyrnis
- 2018 OFI Kreta
- 2019 Volos NFC

Albanië ·
België (tot 2016 / vanaf 2016) · 
Bulgarije ·
Cyprus · 
Denemarken · 
Duitsland · 
Engeland · 
Estland · 
Finland · 
Frankrijk · 
Georgië · 
Gibraltar ·
Griekenland · 
Italië · 
Ierland · 
Kroatië · 
Luxemburg · 
Nederland · 
Noord-Ierland · 
Noord-Macedonië · 
Noorwegen · 
Oekraïne · 
Oostenrijk · 
Polen · 
Portugal · 
Roemenië · 
Rusland · 
Schotland · 
Servië · 
Slovenië · 
Slowakije · 
Spanje (tot 2021 / vanaf 2021) · 
Tsjechië (Moravië / Bohemen) ·
Turkije · 
Wales · 
Zweden · 
Zwitserland